# Masao Ono
Masao Ono (大埜 正雄 Ono Masao?,  2 de marzo de 1923 en Kanagawa - 11 de febrero de 2011) fue un futbolista japonés que se desempeñaba como centrocampista.
En 1954, Onojugó 3 veces para la selección de fútbol de Japón. Ono fue elegido para integrar la selección nacional de Japón para los Juegos Asiáticos de 1954.

## Trayectoria

### Clubes
| Club                   | País  | Año  |
| ---------------------- | ----- | ---- |
| University of Tokyo LB | Japón | ???? |
| Nissan Chemical        | Japón | ???? |

### Selección nacional
| Selección | País  | Año  |
| --------- | ----- | ---- |
| Absoluta  | Japón | 1954 |

## Estadística de equipo nacional
| Selección de Japón | Selección de Japón | Selección de Japón |
| Año                | Part.              | Goles              |
| ------------------ | ------------------ | ------------------ |
| 1954               | 3                  | 0                  |
| Total              | 3                  | 0                  |